# CRO (satélite)
CRO (acrónimo de Chemical Release Observation, significando observación de productos químicos liberados) fue el nombre de tres satélites artificiales (CRO-A, CRO-B y CRO-C) de la USAF destinados a probar la capacidad de varios sensores situados en tierra, aire y espacio para detectar la señal de misiles balísticos intercontinentales (ICBM) lanzados hacia los Estados Unidos. En concreto los experimentos fueron diseñados para estudiar si la liberación de propelente de cohete desde un ICBM en vuelo podría ocultar la señal característica del motor del misil.
Los tres satélites fueron lanzados desde el transbordador Discovery en la misión STS-39, el 28 de abril de 1991, y pesaban 197 kg cada uno. Tras el lanzamiento los satélites soltaron su carga de gases obedeciendo órdenes enviadas desde tierra y observados mediante sensores en tierra y aire y desde el propio transbordador espacial, estudiándose las características ópticas, infrarrojas y de radiofrecuencia de los gases liberados.
Los tres satélites funcionaron correctamente y reentraron en la atmósfera aproximadamente una semana después de su lanzamiento.
CRO-A liberó metilhidrazina, CRO-B liberó 23,6 kg de UDMH y CRO-C 6,8 kg de tetróxido de nitrógeno